# Bastion (videojuego)
Bastion es un videojuego de rol de acción (o ARPG) elaborado por el desarrollador independiente Supergiant Games y distribuido por Warner Bros. Interactive Entertainment. En este juego, el jugador controla al protagonista, nombrado "the Kid", mientras se mueve entre plataformas flotantes a través de un mundo fantasioso al tiempo que combate varios tipos de enemigos que se interponen en su camino.
Bastion es un juego bidimensional que utiliza un punto de vista isométrico y cuenta con una narración dinámica que interactúa con el personaje mientras este avanza.
El juego fue desarrollado en un periodo de dos años por un equipo de siete personas divididas entre las ciudades de San José y Nueva York. Bastion hizo su debut en la Penny Arcade Expo en septiembre de 2010 y posteriormente fue nominado en el Independent Games Festival y ganó premios en la E3 2011 incluso antes de su lanzamiento. 
El juego comenzó su distribución en julio de 2011 para el Xbox Live Arcade y en agosto de 2011 fue distribuido digitalmente para Windows por medio de Steam. Más tarde, Supergiant Games lanzó una versión de navegador para Google Chrome en diciembre de 2011. Para Mac OS X fue distribuida desde la Mac App Store en abril del 2012 y, poco después, se hizo disponible su compra en Steam para la versión de Mac OS X. Una versión para iPad fue lanzada en agosto de 2012. Finalmente, en abril de 2015 se comenzó a distribuir una versión para PlayStation 4. Adicionalmente, un álbum con la banda sonora del juego, producida por el compositor Darren Korb, fue lanzado en agosto del 2011.
En 2011, el juego vendió más de 500,000 copias, de las cuales 200,000 fueron para la plataforma de Xbox Live Arcade. Para enero de 2015, ya había vendido más de 3 millones de copias en total entre todas sus plataformas. Bastion fue aclamado mundialmente por los críticos, principalmente por su historia, arte, narración y banda sonora. Aunque a pesar de que se elogió su gran variedad de opciones disponibles dentro del sistema de combate, las críticas sobre su jugabilidad fueron muy variadas. Gracias a todo esto, Bastion se ha ganado varias nominaciones y premios desde su lanzamiento, incluyendo varios por mejor juego descargable y mejor banda sonora, procedentes de sitios tales como IGN y Game Informer  así como de los Spike Video Game Awards, Game Developers Conference, y la Academy of Interactive Arts & Sciences.

## Modo de juego
Bastion es un juego de rol de acción (también llamados ARPG) con una estructura de niveles. El jugador principal, "the Kid" se mueve a través de plataformas flotantes desde las cuales aparecen caminos mientras el jugador se va acercando a las orillas de dichas plataformas. Los niveles consisten de un solo plano y se ven desde un punto de vista isométrico. Cada nivel está lleno de varios tipos de enemigos que intentan lastimar a Kid, quien en cada nivel carga con dos armas, las cuales pueden ser seleccionadas por el jugador en puntos específicos llamados "Arsenales" de entre una variedad de opciones. Asimismo, Kid posee la capacidad de ejecutar habilidades especiales. Ambos, las armas y las habilidades especiales, deben ser adquiridas dentro de los niveles del juego antes de poder utilizarse. Sin embargo, existe un número limitado de qué tantas veces se pueden utilizar los ataques especiales, lo cual es representado con un contador de "tónicos negros" que pueden encontrarse dentro de cada nivel o que son soltados por los enemigos al morir. Los ataques especiales se pueden utilizar un total de tres veces seguidas, no obstante, la cantidad máxima de usos puede ser aumentada en la "Destilería". Por otro lado, la vida de Kid está representada por una barra de salud, la cual puede reponerse con "tónicos de vida". Al igual que los tónicos negros, Kid sólo puede cargar con una cantidad limitada de tónicos de vida a la vez.
Los niveles cuentan distintos tipos de ambientación, incluyendo ciudades, bosques y pantanos. Al final de la mayoría de los niveles, el jugador recolecta artículos llamados núcleos o fragmentos de núcleo. Ocasionalmente, los niveles comienzan a desintegrarse una vez que Kid toma el artículo, forzando al jugador a retirarse rápidamente. 
Mientras el jugador progresa en el juego, una voz va narrando las acciones que se realizan. Esta narración da información sobre la historia del juego, así como otros tantos comentarios dinámicos provocados por las acciones del jugador, tales como observaciones sobre las habilidades del jugador con ciertas armas o su desempeño mientras combate enemigos.
Entre cada nivel, Kid visita el "Bastión", donde el jugador puede utilizar fragmentos (la moneda dentro del juego) que han adquirido para comprar materiales y mejorar sus armas. Con cada núcleo que el jugador obtiene, puede añadir una de seis posibles estructuras al Bastión, tales como un santuario, una armería o una destilería. Por otro lado, cada fragmento de núcleo le permite que el jugador mejore alguna de las estructuras ya obtenidas. Cada estructura tiene un propósito distinto, por ejemplo, el santuario permite que el jugador invoque dioses que añaden mejoras o grados de dificultad al juego. Algunos de ellos hacen que los enemigos se vuelvan más fuertes, pero al mismo tiempo, incrementan la cantidad de experiencia y fragmentos que estos liberan. Los puntos de experiencia determinan el nivel de las habilidades de Kid; entre mayor sea el valor de experiencia, el jugador obtendrá más vida y una cantidad más grande de mejoras de las que pueden escoger.
Cada que el jugador deja el Bastión, puede escoger entre uno o dos niveles para jugarlos. Adicionalmente, el jugador puede entrar en niveles especiales que sirven como retos diseñados para evaluar las habilidades del jugador con algún arma específica. Estos niveles son llamados "Campos de Prueba". Cada reto difiere dependiendo del arma al que esté enfocado, y estos pueden consistir en destruir una cantidad específica de objetivos en una cantidad de tiempo limitada o romper objetivos con la menor cantidad de disparos posibles. Dependiendo de la puntuación del jugador en dichos retos, se obtienen distintas recompensas. También hay niveles extra en donde Kid puede luchar contra oleadas de enemigos mientras el narrador cuenta un pedazo de la historia de los personajes que aparecen a lo largo del juego. El jugador obtiene fragmentos y experiencia como recompensa por eliminar cada oleada de enemigos.
Al completar la historia principal, el jugador puede iniciar una nueva partida en donde se conserva la experiencia, armas y habilidades obtenidas anteriormente y se desbloquean algunos niveles extra que brindan otros fragmentos de la historia de los personajes y el mundo en donde se desarrolla el juego, entre otras cosas.

## Argumento
El juego se sitúa tras el incidente conocido como el “Gran Desastre”, un evento catastrófico que dejó en ruinas a la ciudad de Caelondia y las áreas a su alrededor, alterando su ecología y reduciendo a cenizas a la mayor parte de la población. 
El jugador toma control de Kid, el protagonista silencioso que despierta sobre uno de los fragmentos restantes del mundo, el cual se abre camino hacia el Bastión, el punto de encuentro en donde la gente debía reunirse en casos de gran emergencia. El único sobreviviente que Kid encuentra ahí es un hombre de avanzada edad llamado Rucks, quien funge como narrador del juego. Este le pide recuperar los Núcleos que daban poder a la ciudad de Caelondia, pues un dispositivo integrado en el Bastión puede utilizar el poder de esos Núcleos para crear masa continental y estructuras, así como permitirle a Kid viajar a través de puntos denominados “Skyways” para alcanzar áreas lejanas. 
En el transcurso de su aventura, Kid conoce dos sobrevivientes más: Zulf, un embajador de los Ura, un clan que anteriormente estuvo en guerra con Caelondia; y Zia, una chica perteneciente a los Ura que fue criada en Caelondia. Ambos regresan al Bastión junto con Kid, pero al leer un diario que Kid encuentra en sus viajes, Zulf sabotea el dispositivo del Bastión y regresa al territorio de los Ura. Kid descubre que el diario pertenecía al padre de Zia, Venn, que había estado trabajando para los científicos de Caelondia, ayudándolos a construir un arma capaz de destruir por completo al clan Ura para prevenir el inicio de otra guerra. Sin embargo, Venn logró sabotear el arma, por lo que, al ser utilizada, el Gran Desastre destruyó parte de Caelondia por igual. 
Para reparar el daño que Zulf infligió en el Bastión, Kid comienza a recolectar restos de los Núcleos, llamados Fragmentos. Pero una vez que Kid obtiene el penúltimo fragmento, los Ura atacan el Bastión, dañándolo y secuestrando a Zia en el proceso. Los siguientes siete días, Kid se envuelve en varias escaramuzas en territorio de los Ura. Cuando finalmente encuentra a Zia, ella le explica que dejó el Bastión por voluntad propia para así poder averiguar las verdaderas intenciones de los Ura, pues Rucks le había dicho a Zia que el Bastión tenía la capacidad de enmendar los daños causados por el Gran Desastre. Kid viaja en busca del último Fragmento, ubicado en el hogar de los Ura. Ahí descubre que Zulf fue atacado por su propia gente, pues las peleas contra Kid habían devastado gran parte de las fuerzas de los Ura, y culpaban a Zulf por atraer a Kid hacia ellos. En este punto, el protagonista puede escoger entre soltar su arma para ayudar a Zulf o dejarlo ahí.  Si deja a Zulf atrás, Kid se deshace del resto de los Ura y escapa por un Skyway. Si el jugador decide ayudar a Zulf, los arqueros Ura comienzan a atacarlos, pero se detienen al ver la determinación de Kid y los dejan marcharse de regreso al Bastión. 
Después de que Kid regresa y se recupera, Rucks le pide que tome otra decisión: puede hacer que el Bastión regrese en el tiempo antes de que ocurra el Gran Desastre para intentar evitar que suceda, o puede mover el Bastión para evacuar a los sobrevivientes hacia un lugar seguro. Sin embargo, Rucks no tiene la certeza de que exista alguna manera de evitar el Gran Desastre si deciden regresar en el tiempo. El juego acaba sin importar la decisión del jugador, mostrando imágenes de los personajes (incluyendo a Zulf si el jugador decidió rescatarlo) volando hacia un lugar mejor o viviendo sus vidas antes de que ocurriera el Gran Desastre. 
En el New game +, que se desbloquea luego de haber finalizado el juego por primera vez, se sugiere que haber regresado en el tiempo no ayudó a prevenir el Gran Desastre. 

## Desarrollo

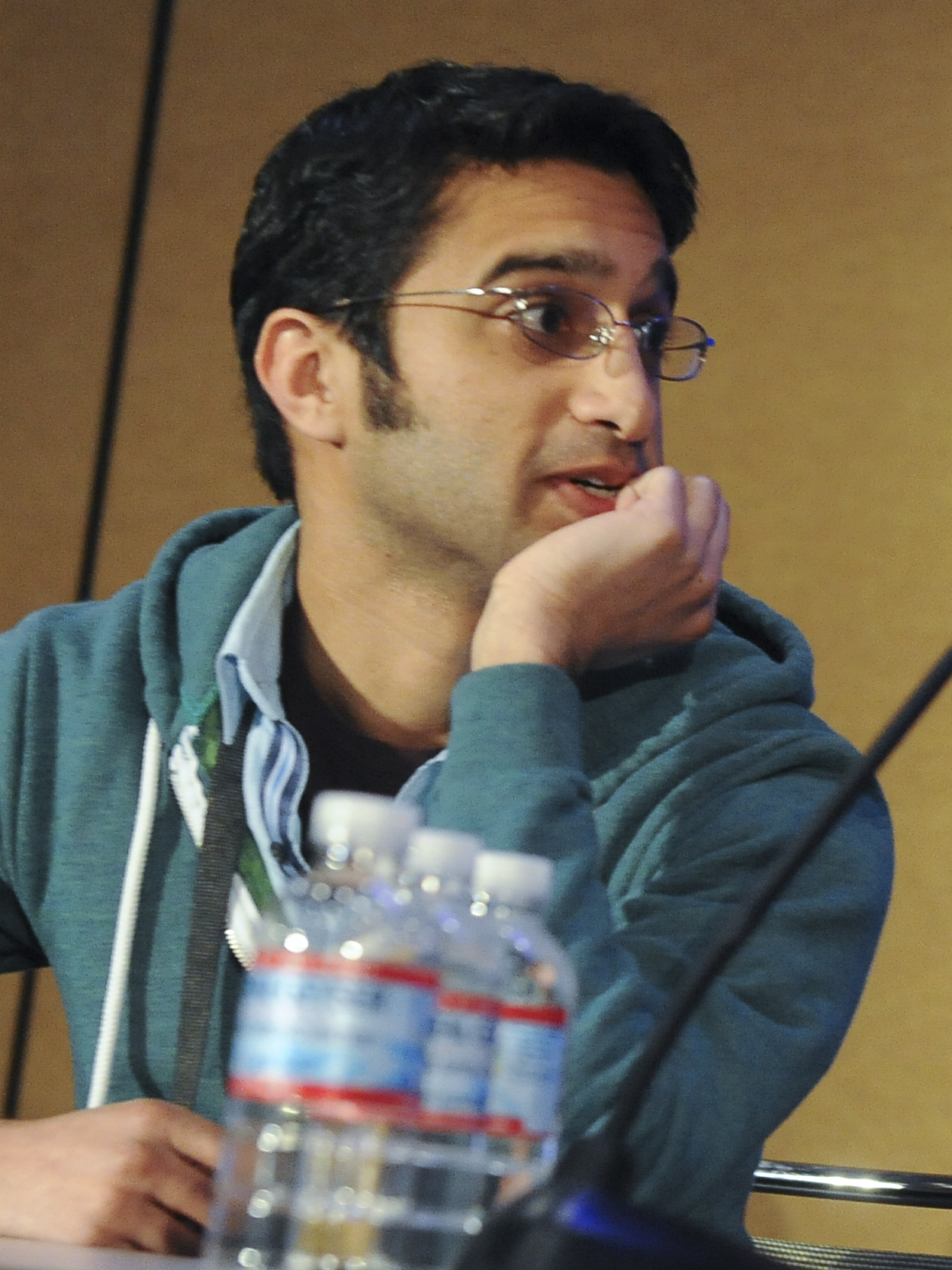
Amir Rao durante el Game Developers Conference en marzo del 2012

Bastion fue creado por un equipo de siete personas que en esas fechas componían al estudio Supergiant Games. y fue el primer juego desarrollado por la compañía. El juego estuvo dirigido por Amir Rao y escrito por Greg Kasavin, quien brindó los diálogos del narrador dentro del juego, interpretado por Logan Cunningham. El arte del juego fue diseñado por Jen Zee; Gavin Simon desarrolló la mecánica de juego; Andrew Wang ayudó a desarrollar el juego; y Darren Korb manejó los efectos de sonido y la música. Los cofundadores de Supergiant Games, Rao y Simon, habían trabajado previamente para Electronic Arts, donde ayudaron en el desarrollo de Command & Conquer 3 y Red Alert 3. Dejaron el estudio ya que deseaban la velocidad de desarrollo y la capacidad de probar ideas nuevas, lo cual sería posible con un equipo más reducido.
El desarrollo de Bastion comenzó en septiembre de 2009. El equipo creó el juego en un periodo de casi dos años y financiaron el desarrollo ellos mismos. La mayor parte del equipo construyó el juego en una casa en San José, aunque la música y las actuaciones de voz fueron grabadas en la ciudad de Nueva York. Algunos de los diseñadores de San José (incluyendo al escritor) no conocieron en persona al doblador que interpretaba a Ruck sino hasta que estuvo cerca la fecha de lanzamiento del juego. El equipo pasó los primeros nueve meses de desarrollo probando ideas antes de decidirse en el diseño del juego.
La idea original estaba basada en la premisa de la creación de un pueblo como aquellos que se encuentran en los juegos de rol. El equipo decidió diseñar un mundo flotante y segmentado debido a su deseo de retratar un cielo dentro del juego, cosa que usualmente no es posible con un punto de vista isométrico dado que en estos la cámara siempre apunta hacia abajo. También buscaban abstenerse del uso de mapas dentro del juego, por lo que sintieron que, al hacer que el suelo apareciera frente a Kid por aquellos lugares donde pasaba, sería fácil para el jugador saber qué lugares habían sido visitados en cada nivel y cuales no. La historia de la Calamidad fue creada como una forma de explicar esa mecánica de juego.
Jen Zee desarrollo el estilo artístico del juego para expresar belleza en un paisaje posapocalíptico. El estilo pintado a mano pretendía suavizar la rigidez que ella cree típicas de los juegos isométricos, así como la falta de color y las representaciones escabrosas que se ven en la mayoría de los ambientes apocalípticos. Zee se inspiró en los escenarios en pixel art de los primeros juegos isométricos japoneses.

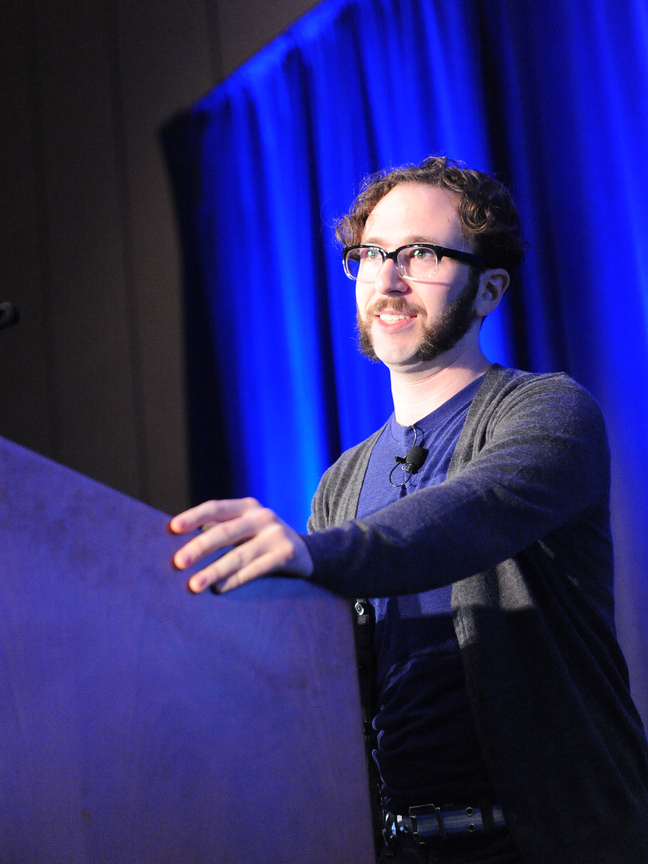
Compositor Darren Korb durante el Game Developers Conference en marzo de 2012

El narrador fue añadido en una fase temprana del desarrollo como una forma de proveer detalles de la historia sin la necesidad de que el jugador tuviese que leer grandes pedazos de texto o ver cinemáticas. Para evitar que se perdiera el ritmo de juego, el equipo hizo que el narrador hablara principalmente en frases cortas y evocadoras, con pausas largas entre cada una de ellas. Se pretendía que el narrador se sintiera como un "viejo conocido" del jugador, una conexión que se logró gracias a los comentarios que hace el narrador sobre las acciones (mayores y menores) del jugador mientras estas suceden. Kasavin buscaba lograr que el juego se sintiera como si este fuera la historia del jugador y no sólo una historia que se estaba contando. Se le dio un seguimiento al desarrollo de Bastion mediante una serie de videos mensuales titulados "Building the Bastion", desde octubre de 2010 hasta mayo de 2011, en donde Supergiant Games colaboraba en Giant Bomb junto con los antiguos compañeros de trabajo de GameSpot de Kasavin. Los videos mostraban los primeros conceptos del juego junto con el progreso de construcción del juego final, así como algunas entrevistas con el equipo.
Supergiant Games mostró una versión temprana, no jugable, de Bastion en marzo de 2012 durante el Game Developers Conference, en la cual obtuvieron poco reconocimiento. Una versión jugable de Bastion hizo su debut en la Penny Arcade Expo de septiembre de 2012, donde tuvo una mejor recepción. Después de una gran demostración en la Game Developers Conference de marzo de 2011, Warner Bros. Interactive Entertainment se ofreció a publicar y distribuir el juego. El equipo decidió asociarse con la empresa distribuidora para poder cumplir con el proceso de certificación de la Xbox Live. Bastion fue publicado el 20 de julio de 2011 para Xbox Live Arcade (XBLA), y el 16 de agosto de 2011 se distribuyó digitalmente para Windows por medio de Steam. Más tarde fue lanzado como un juego de navegador para Google Chrome el 9 de diciembre de 2011. Una versión para Mac OS X fue distribuida por medio de la Mac App Store el 26 de abril de 2012 junto con una actualización de SteamPlay para las versiones de Mac OS X y Windows.

### Música
La banda sonora de Bastion fue producida por el compositor Darren Korb, quien fue elegido para el trabajo por Rao, su amigo de la infancia. Bastion fue el primer videojuego para el que Korb compuso; y antes de ello, había trabajado para en proyectos más pequeños de televisión y películas. Se unió al equipo desde etapas tempranas del desarrollo del proyecto, y varias de las piezas que compuso fueron creadas antes de tener el diseño final de los niveles con los cuales se asocian. El estilo musical de la banda sonora fue descrito por Korb como “un salto acústico hacia el oeste”, pues la música pretendía evocar sentimientos que recordaran al viejo oeste americano, así como a un mundo exótico de fantasía. Las canciones combinan “fuertes ritmos mezclados con elementos acústicos”, y explicó que quería crear una banda sonora con ese estilo porque era diferente a lo que había escuchado ya en otros videojuegos. La música fue grabada dentro del armario de Korb en su apartamento en la ciudad de Nueva York, así como los efectos de sonido y más de tres mil líneas de narración hechas por Cunningham.
Además de componer la música, Korb escribió la letra de las canciones incluidas en la banda sonora, la cual incluye cuatro piezas con vocales: “Build That Wall”, cantada por Ashley Lynn Barrett; “What’s Left Undone”, con la voz de Cunningham; “Mother, I’m Here”, cantada por Korb; y “Setting Sail, Coming Home”, cantada por Korb y Ashley. Originalmente, Supergiant Games no tenía planes para lanzar un álbum completo del juego, pero debido a la demanda de los fanes, decidieron lanzar una versión digital el 5 de agosto del 2011, la cual incluía dos canciones que no habían sido parte del juego: “Get Used to It”, el cual consistió en un voiceover escrito por Greg Kasavin y hablado por Logan Cunningham; y “The Pantheon (Ain’t Gonna Catch You)”, escrita por Korb y cantada por Cunningham. El 2 de septiembre de 2011, se lanzó un CD de edición limitada firmado por Korb. La banda sonora ya había vendido más de 30,000 copias para noviembre del 2011, y el 15 de marzo del 2012, Supergiant Games lanzó gratuitamente en su tienda en línea las partituras para piano y guitarra compuestas por Korb para las canciones “Build That Wall”, “Mother, I'm Here”, “Setting Sail, Coming Home”, y “The Pantheon (Ain't Gonna Catch You)”.

## Recepción
Bastion obtuvo fuertes volúmenes de ventas y fue aclamado por la crítica. El juego vendió más de 500,000 copias durante el 2011, de las cuales 200,000 fueron mediante el Xbox Live Arcade. Durante la convención de videojuegos PAX East, en marzo del 2013, el director creativo de Bastion, Greg Kasavin, mencionó que el juego había vendido más de 1.7 millones de copias entre todas sus plataformas. Para mayo del 2014, el juego habría vendido más de 2 millones de copias y, para enero del 2015, más de 3 millones.
Bob Mackey, de 1UP.com, lo llamó “la combinación perfecta entre un juego y una historia”, mientras que McKinley Noble de GamePro lo aduló diciendo que Bastion “eleva los estándares visuales y narrativos para los juegos descargables”. Maxwell McGee de GameSpot también se unió a las críticas, mencionando que “está maravillosamente diseñado” y “te hará pasar un increíble buen rato”. Greg Miller, de IGN, concluyó que Bastion “es increíble y te harías un gran favor al descargarlo”.
La presentación del juego fue ampliamente elogiada, especialmente la narración. Mackey mencionó que el juego “podría vender con tan sólo su presentación”, enfocándose en los gráficos, música y la historia. Edge comentó que la narración le añadía “una resonancia emocional” al juego, y Tom Bramwell de Eurogamer aduló sus “deslumbrantes gráficos” y “narración artística”. Matt Miller de Game Informer destacó “la narración bien escrita, excelente música y gráficos brillantes” como factores que hicieron que el juego se sintiera “como un cuento en donde tú controlas el final”.
De los elementos de presentación, la historia fue la menos aclamada. Y aunque varios críticos como Noble la disfrutaron, diciendo que “se pone mejor mientras más te sumerges en ella”, Ryan Scott, de GameSpy, mencionó que es “una trama que parece sólo estar ahí”, al igual que Greg Miller, quien apuntó que “podría haber sido mejor” y que nunca logró “atraparlo”.
En cuanto a la jugabilidad, los críticos tuvieron opiniones mixtas. Mackey aduló la variedad de los elementos, diciendo que el combate aparentaba “tener cierta profundidad”, pero Bramwell sintió que el combate no “permitía la experimentación”, por lo que fue un poco decepcionante. Edge mencionó que la jugabilidad estaba “más enfocada en la diversidad que en la dificultad”, hecho por el cual le aduló, y mientras que Matt Miller dijo que el combate “fue muy divertido”, sintió que le faltaba “la profundidad, velocidad o complejidad de un verdadero juego de acción”. Por otro lado, Greg Miller destacó la variedad que poseía como la mejor parte del juego, y Scott lo denominó como “disfrutable” aunque no tan “desafiante”.